# 馬特馬爾區
35°43′51″N 0°27′42″E / 35.73083°N 0.46167°E
馬特馬爾區（阿拉伯语：‎），是阿爾及利亞的行政區，位於該國西北部，由埃利贊省負責管轄，首府設於馬特馬爾，面積366平方公里，2008年人口45,590，人口密度每平方公里125人。